# Still Falling for You
Still Falling for You è un singolo della cantante britannica Ellie Goulding, pubblicato il 18 agosto 2016 come estratto dalla colonna sonora del film Bridget Jones's Baby. Il brano è stato scritto da Tove Lo, Rickard Göransson, Ilya Salmanzadeh e Shellback.

## Classifiche
| Classifica (2016) | Posizione massima |
| ----------------- | ----------------- |
| Australia         | 21                |
| Austria           | 17                |
| Belgio (Fiandre)  | 16                |
| Francia           | 23                |
| Germania          | 33                |
| Irlanda           | 3                 |
| Italia            | 57                |
| Norvegia          | 35                |
| Nuova Zelanda     | 20                |
| Paesi Bassi       | 33                |
| Portogallo        | 21                |
| Regno Unito       | 3                 |
| Repubblica Ceca   | 10                |
| Spagna            | 25                |
| Svezia            | 50                |
| Svizzera          | 10                |